# Slätholmen, Salo
Slätholmen är en ö i Finland. Den ligger i Skärgårdshavet och i kommunen Salo i landskapet Egentliga Finland, i den sydvästra delen av landet. Ön ligger omkring 44 kilometer sydöst om Åbo och omkring 110 kilometer väster om Helsingfors.
Öns area är 4 hektar och dess största längd är 440 meter i sydöst-nordvästlig riktning. Öarna Slätholmen och Strömsholmen har fötts i och med byggandet av Strömma kanal.